# Shotgun sequencing
Seqüenciació (shotgun) és una tècnica de laboratori per a determinar la seqüència de l'ADN del genoma d'un organisme. El mètode consisteix a trencar el genoma en una col·lecció de petits fragments d'ADN que s'ordenen de forma individual. Un programa d'ordinador busca coincidències en les seqüències d'ADN i les utilitza per col·locar els fragments individuals en l'ordre correcte per a reconstruir el genoma.